# Сатанта (Канзас)
Сатанта (енгл. Satanta) град је у америчкој савезној држави Канзас.

## Демографија
По попису из 2010. године број становника је 1.133, што је 106 (-8,6%) становника мање него 2000. године.
| Група             | 2000.       | 2010.       |
| Белци             | 832 (67,2%) | 701 (61,9%) |
| Афроамериканци    | 5 (0,4%)    | 9 (0,8%)    |
| Азијати           | 12 (1,0%)   | 9 (0,8%)    |
| Хиспаноамериканци | 371 (29,9%) | 398 (35,1%) |
| Укупно            | 1.239       | 1.133       |